# Brasserie

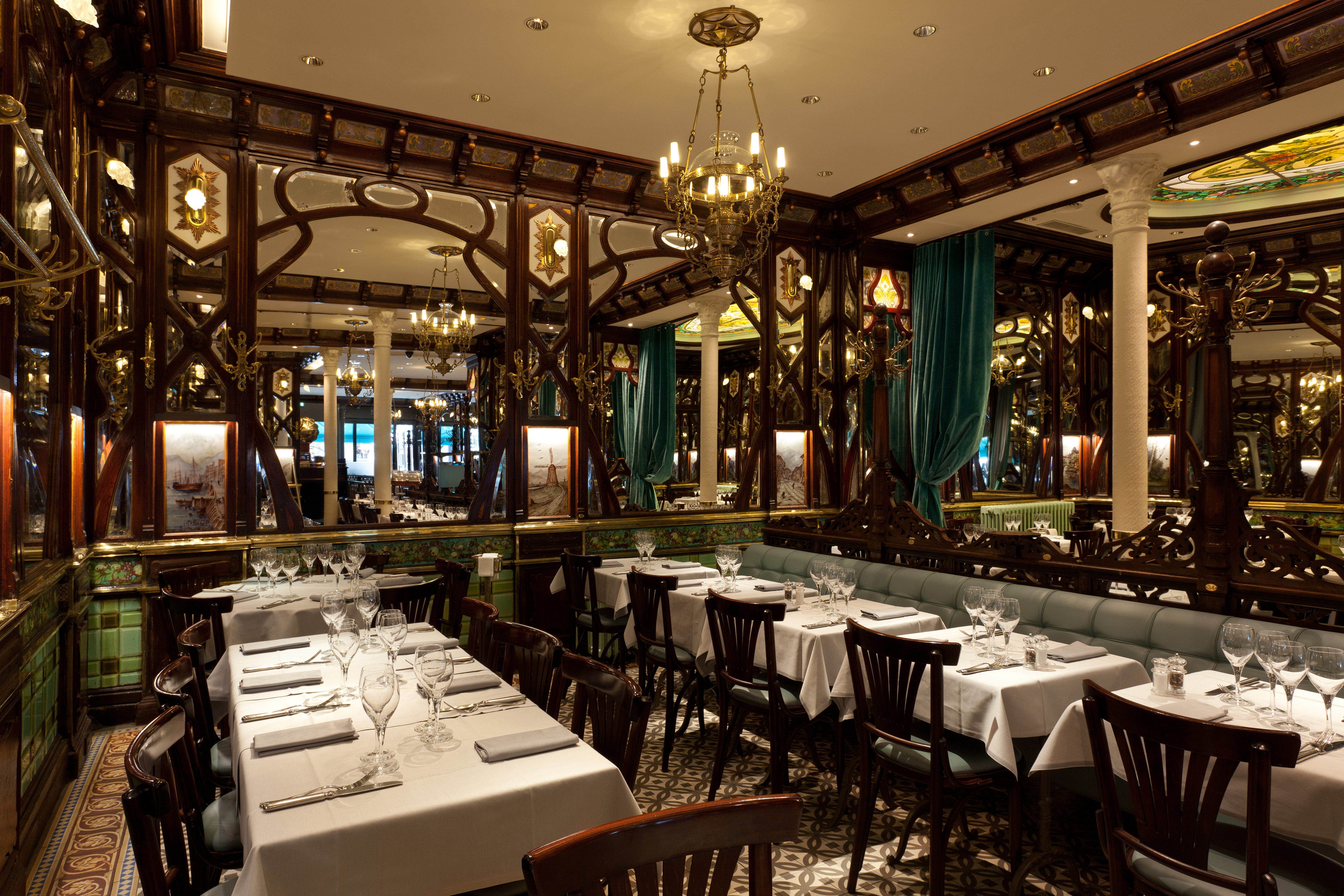
Brasserie aan de boulevard Saint-Germain in Parijs

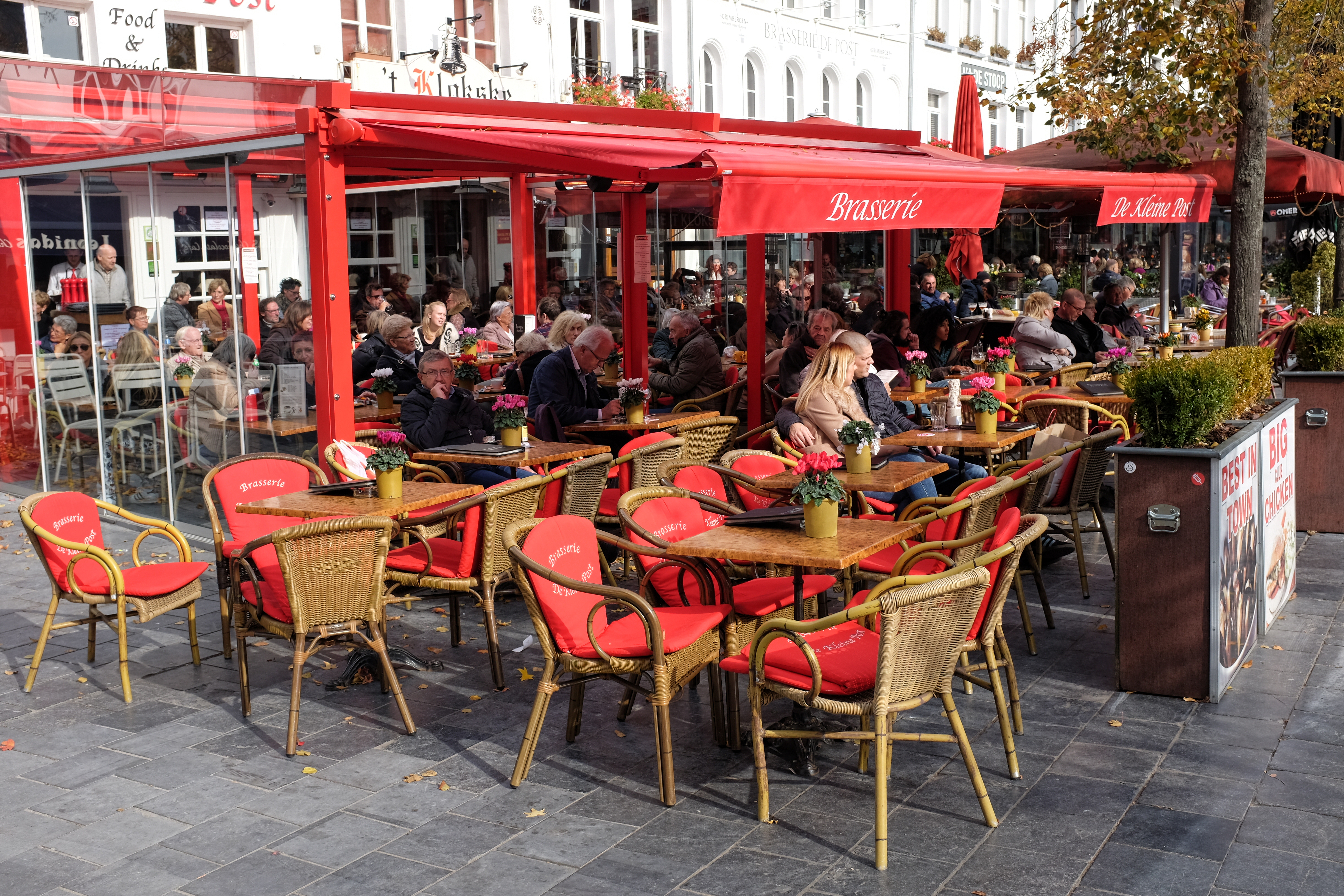
Brasserie op de Groenplaats in Antwerpen

Een brasserie (het Franse woord voor brouwerij) is een horecagelegenheid waar men iets kan eten en/of drinken.
De brasserie vindt haar oorsprong in het Duitse Brauhaus, een brouwerij waar het bier ter plekke kon worden geconsumeerd. Dergelijke brouwerijen met café bestonden ook in de Elzas, waar ze de Franse naam brasserie kregen. Nogal wat Elzassers openden eind 19e eeuw een dergelijke "brasserie" in Parijs. Soortgelijke gelegenheden waar zelf geen bier meer werd gebrouwen, gebruikten op den duur ook die benaming.
Zo ontstond de typisch Parijse brasserie: een ruime zaal met grote vensters en spiegels, vaak met een terras, waar men zowel kan eten als drinken. Kenmerkend voor de Parijse brasserie is dat er een grote keuze is aan vaste schotels à la carte, vaak aangevuld met suggesties, terwijl de term restaurant in Frankrijk eerder voorbehouden was aan een meer chique en formele gelegenheid, waar alleen menu's konden worden besteld. Brasseries zijn ook groter en drukker dan restaurants, waar een meer intieme sfeer heerst. Typisch voor de Parijse brasseries is ook dat ze vaak laat open zijn, omdat vroeger veel mensen er gingen eten na de theatervoorstellingen. Sommige brasseries serveerden eten op gelijk welk moment van de dag. 
Traditionele brasserie-gerechten zijn onder meer biefstuk of charcuterie met frites en sla, oesters en gemengde salades. Vanwege de Elzasser oorsprong is zuurkool ook een traditioneel gerecht in Parijse brasseries. Grote brasseries beschikken vaak over een zeevruchtenbank op het terras.
Brasseries komen nu in vele delen van Europa voor, maar zoals veel horeca-begrippen is de term nogal vervaagd. Zo is er nauwelijks een verschil tussen een brasserie en een taverne. Eetcafés, kleine bars en restaurants en zelfs broodjeshuizen hanteren de naam 'brasserie'. Toch blijven de eigenlijke brasseries populair. Sommige succesvolle koks die gastronomische restaurants uitbaatten, verkozen over te schakelen op een brasserie-formule.
In het Nederlands is er een verband geopperd tussen brasserie en verbrassen, "verkwisten door overmatig eten en drinken". De theorie is aanvechtbaar, aangezien (ver)brassen in verband wordt gebracht met een ouder Nederlands woord bras, dat "rommel" betekende en nog te vergelijken valt met het Duitse prassen, "zwelgen"; het Franse brasserie daarentegen zou verband houden met de "armen" (bras) die men voor het brouwen gebruikte.